# Хайд, Генри, 4-й граф Кларендон
Ге́нри Хайд, 4-й граф Кла́рендон и 2-й граф Ро́честер (англ. Henry Hyde, 4th Earl of Clarendon and 2nd Earl of Rochester; июнь 1672 — 10 декабря 1753) — британский аристократ, военный и политик-консерватор, заседавший в английской и британской Палате общин с 1692 по 1711 год, когда он унаследовал титул графа Рочестера. Он носил титул учтивости — лорд Хайд с 1682 по 1711 год.

## Ранняя жизнь
Родился в июне 1672 года. Единственный сын Лоуренса Хайда, 1-го графа Рочестера (1642—1711), и леди Генриетты Бойл (1646—1687), дочери 1-го графа Берлингтона. Он получил образование в Итоне с 1683 по 1687 год. С 1687 по 1690 год он путешествовал за границу, в Италию, Германию и Нидерланды. Он вступил в армию, был гидоном и майором 2-го отряда конной гвардии с октября 1691 года, корнетом и майором с декабря 1691 года и служил добровольцем во Фландрии в 1691—1692 годах.

## Карьера
Генри Хайд был избран своим отцом в качестве члена парламента от Лонсестона на дополнительных выборах 15 ноября 1692 года. Затем он подал в отставку из своей армейской должности. Он был снова избран в Палату общин от Лонсестона на всеобщих выборах в Англии 1695 года. Он голосовал против фиксации цены гиней на уровне 22 шиллингов и против достижения сэра Джона Фенвика 25 ноября 1696 года. После его возвращения на всеобщие выборы в Англии 1698 года он был классифицирован как сторонник государства. В 1700 году он был награжден степенью доктора гражданского права в Оксфордском университете вместе со своим отцом на специально созванном съезде. Он был возвращен без сопротивления на первых всеобщих выборах 1701 года и был внесен в черный список за противодействие подготовке к войне с Францией. Он снова был избран, не встретив сопротивления, на вторых всеобщих выборах 1701 года и поддержал предложение от 26 февраля 1702 года, которое подтвердило решение Палаты общин об импичменте министрам-вигам. На всеобщих выборах в Англии 1702 года он снова был избран в Палату общин. С 1703 по 1710 год он был первым секретарем канцелярии. Он отсутствовал на голосовании по Таксу в 1704 году и был отнесен как спикер. Он был избран, не встретив сопротивления, в качестве тори на всеобщих выборах в Англии 1705 года и проголосовал против кандидата суда на пост спикера 25 октября 1705 года. Он снова был избран в качестве тори на всеобщих выборах в Великобритании 1708 года. Он выступал на стороне тори в двух предвыборных спорах и голосовал против импичмента доктора Сашеверелла. Его снова избрали в Палату общин от Лонсестона на всеобщих выборах в Великобритании 1710 года. В сентябре 1710 года он стал совместным вице-казначеем и генеральным казначеем Ирландии. Он также был назначен членом Тайного совета Великобритании в 1710 году. Однако 2 мая 1711 года он сменил своего отца на посту 2-го графа Рочестера и освободил свое место в Палате общин. Он продолжал служить министру тори в Палате лордов .
В качестве лорда Рочестера он получил несколько назначений в 1711 году. Он был лордом-лейтенантом Корнуолла до 1714 года, уполномоченным по строительству пятидесяти новых церквей до 1715 года, хранителем Ричмонд-Нью-парка до 1727 года и верховным стюардом Оксфордского университета с 1711 года до конца своего срока. жизнь. В 1719 году он был одним из основных подписчиков Королевской музыкальной академии (1719), корпорации, которая ставила оперы в стиле барокко на сцене. Он сменил своего двоюродного брата на посту 4-го графа Кларендона 31 марта 1723 года.

## Личная жизнь

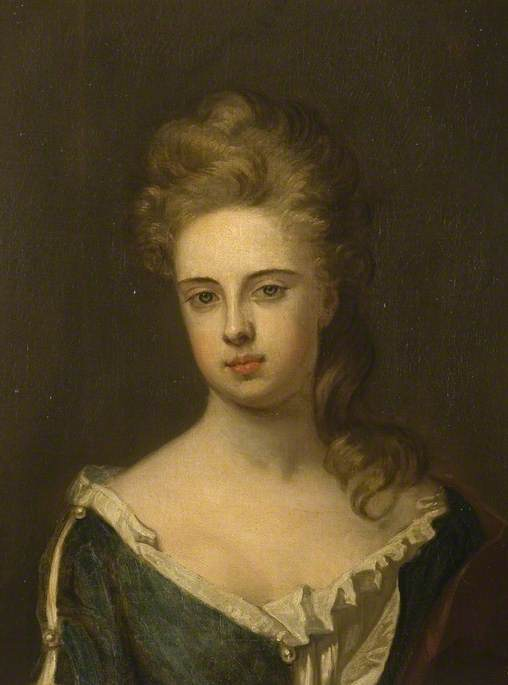
Генри Хайд женился на Джейн Левесон-Гауэр, от которой у него было несколько детей, включая Джейн (на фото).

8 марта 1692 года Генри Хайд женился на Джейн Левесон-Гоуэр (1669 — 24 мая 1725), дочери сэра Уильяма Левесон-Гоуэра, 4-го баронета (1647—1691), и леди Джейн Гренвиль. Джейн Левесон-Гоуэр служила дамой опочивальни при дворе королевы Анны Стюарт. У супругов было несколько детей, включая Джейн (на фото).
- Достопочтенная Генриетта Хайд (род. 5 июля 1710)
- Достопочтенный Эдвард Хайд (род. 17 ноября 1702)
- Достопочтенный Лоуренс Хайд (6 октября 1703 — 27 мая 1704)
- Достопочтенная Энн Хайд (род. 2 ноября 1709)
- Леди Джейн Хайд (1694 — январь 1724), в 1718 году вышла замуж за Уильяма Капеля, 3-го графа Эссекса
- Леди Кэтрин Хайд (1701 — 17 июля 1777), в 1720 году вышла замуж за Чарльза Дугласа, 3-го герцога Куинсберри.
- Леди Шарлотта Хайд (около 1707 — 17 марта 1740)
- Генри Хайд, виконт Корнбёри (28 ноября 1710 — 26 апреля 1753).

Лорд Рочестер умер 10 декабря 1753 года и был похоронен в Вуттон-Бассетте. Его последний выживший сын Генри Хайд, лорд Корнбёри, умер за девять месяцев до него, и, следовательно, после его смерти оба графский титула угасли.